# Christen Thomesen Sehested
 Der er flere personer med dette navn, se Christen Thomesen Sehested (flertydig).
Christen Thomesen (Sehested) (født 17. februar 1590, død 5. august 1657) var en dansk adelsmand og kansler. Han var ud af Sehested-slægten, men han hørte til den sidste generation af adelige, der ikke anvendte det faste familienavn. Hans forældre var Thomas Maltesen (Sehested) til Bækmark og Anne Christophersdatter Lunge (1550-1607) til Stovgaard. 

## Biografi
Som 10-årig kom Christen Thomesen i huset hos den lærde Holger Rosenkrantz på Rosenholm. Her var han tre år, hvorefter han drog udenlands i flere omgange. De tyske universiteter i Rostock og Wittenberg, samt forskellige steder i Frankrig og Italien var blandt rejsemålene. Han embedskarriere begyndte som sekretær i kancelliet i 1613. Derefter hofjunker og kort tid efter kammerjunker hos den udvalgte prins Christian. 1617-27 var han prinsens hofmester. Samtidig var han dog også gesandt med talrige rejser til Sverige, Nederlandene, England, Frankrig og Spanien. 
1629 blev han lensmand på Helsingborg og Kalø og 1630 udnævnt til rigets kansler. Efter at han i 1634 blev slået til ridder, blev han i 1640 kongens kansler og lensmand på Skt. Knuds Kloster i Odense. Hans relationer med kongemagten var altså ret nære, men han var også en konservativ adelsmand, der fuldt ud støttede adelens særlige privilegier. Han var lige så ansvarlig som Corfitz Ulfeldt for Frederik III’s meget hårde håndfæstning. Han ”..nævnes med hæder i Danmarks historie. En retlinet og helstøbt personlighed, en statsmandstype som sine lidt ældre forgængere fra omkring år 1600, og måske en del konservativ, i sin tro såvel som i sit politiske virke.” 
Som godsejer var han blandt andet i besiddelse af herregårdene Stovgaard, Bækmark, Lykkesholm m.fl. Christen Thomesen var gift med Mette Rosenkrantz (1600-44), datter af ovennævnte Holger Rosenkrantz til Rosenholm. Hun fødte ham 11 børn.
Hans portræt findes på en medaljon i Christian 4.s kapel i Roskilde Domkirke malet af Heinrich Eddelien og fuldført af Georg Hilker. 
 Der er for få eller ingen kildehenvisninger i denne artikel, hvilket er et problem. Du kan hjælpe ved at angive troværdige kilder til de påstande, som fremføres i artiklen.